# 地雷に関する啓発および地雷除去支援のための国際デー
地雷に関する啓発および地雷除去支援のための国際デー（じらいにかんするけいはつ および じらいじょきょしえんのための こくさいデー、International Day for Mine Awareness and Assistance in Mine Action）は、国際デーの1つ。4月4日が指定されている。対人地雷への理解と関心を深めること、地雷除去の支援を呼びかけることを主旨に、2005年12月8日の国際連合総会において国際デーが宣言された。国際地雷デー（こくさいじらいデー）とも称される。

## 国際連合からの声明
- 2006年
  - 04月04日 - 当時の国連事務総長コフィー・アナンより、地雷に関する啓発及び地雷除去支援のためのメッセージがプレスリリースされる。
  - 04月14日 - United Nations Mine Action Service (UNMAS) より、4月4日を国際デーとするプレスリリースが発表される。
- 2014年04月04日 - 以降、4月4日以前には国連事務総長より国際デーに関するメッセージがプレスリリースされるようになる。

2015年にはイギリスの俳優ダニエル・クレイグが地雷対策の親善特使に任命された。

## 補足
この国際デーは、オタワ条約未加盟国に向けて定められた日でもある。詳細は「対人地雷の使用、貯蔵、生産及び移譲の禁止並びに廃棄に関する条約」の項目を参照されたい。
2021年11月1日現在、加盟164か国、署名済・未批准1か国（マーシャル諸島）、未署名32か国。未署名には世界有数の保有国・輸出国で安全保障理事会常任理事国のアメリカ合衆国、ロシア、中華人民共和国や、軍事的緊張の高いインドとパキスタン、朝鮮民主主義人民共和国と大韓民国、イスラエルとエジプト、イラン、シリア、サウジアラビアなどの中東諸国が含まれている。